# Joseph R. Grundy
Joseph Ridgway Grundy, född 13 januari 1863 i Camden, New Jersey, död 3 mars 1961 i Nassau på Bahamas, var en amerikansk republikansk politiker. Han representerade delstaten Pennsylvania i USA:s senat 1929-1930.
Grundy studerade vid Swarthmore College. Han var verksam inom textilindustrin och bankbranschen. Han var ordförande för Pennsylvania Manufacturers Association.
Han efterträdde 1929 William S. Vare som senator för Pennsylvania. Han förlorade i republikanernas primärval inför fyllnadsvalet 1930 mot James J. Davis.
Grundy var kväkare. Hans grav finns på Beechwood Cemetery i Bucks County.